# So Near and Yet So Far
Singles de Claude François
Toi et le soleil
(1977) Love Will Call The Tune
(1977)
Pistes de En anglais
Monday Morning Again
So near and yet so far est une chanson interprétée par Claude François en 1977. D'abord enregistré en anglais, il l'a également interprétée en français, sous le titre Écoute ma chanson.

## Liste des titres
France 45 tours
| No | Titre                                                                       | Paroles                         | Musique                                | Durée |
| -- | --------------------------------------------------------------------------- | ------------------------------- | -------------------------------------- | ----- |
| 1. | So near and yet so far                                                      | Norman Newell, Vito Pallavicini | Toto Cutugno                           |       |
| 2. | Go where the sun is brighter (Titre original : Y'a le printemps qui chante) | Jean-Michel Rivat, Frank Thomas | Jean-Pierre Bourtayre, Claude François |       |